# Амальрик, Андрей Алексеевич
Андре́й Алексе́евич Ама́льрик (12 мая 1938, Москва — 12 ноября 1980 ок. г. Гвадалахара, Испания) — советский писатель, диссидент, журналист и драматург, автор книг.

## Биография
Родился в семье известного историка и археолога А. С. Амальрика. Мать — Зоя Григорьевна Амальрик (урождённая Шаблеева) (1900—1961). Тринадцатилетним мальчиком он устроил самодеятельный домашний кукольный театр и ставил свои пьесы.
Учился на историческом факультете МГУ. Был отчислен за курсовую работу «Норманны и Киевская Русь», где отстаивал свою версию «норманской теории», согласно которой летописная хронология является выдуманной, сказание о призвании варягов было устным сказанием, бытовавшим среди скандинавов в Новгороде и записанным составителем Новгородского свода 1050 года, а Рюрик мог появиться в Новгороде и Ладоге в 920-х — 930-х годах. Первым же киевским князем был Аскольд, которого перед захватом Киева убил Вещий Олег. По предположению Амальрика, Олег погиб во время похода русов на Каспийское море в 911/912 года и его преемником стал Дир. В свою очередь Дир пал жертвой шедшего в крупный поход на юг Игоря.
Отчисление Амальрика из МГУ упоминает в своих мемуарах А. А. Зимин: «Однажды явился ко мне с рефератом о норманизме, в котором громил Рыбакова. Я ему сказал, что, конечно, может он и прав, но нужно учиться, и „гусарским наездом“ истину не доказывают. Но, очевидно, систематическая учёба была ему не по нутру. Дальнейшая его жизнь — страница жизни нашей страны, а к истории нашей феодальной науки она уже отношения не имеет». Л. С. Клейн в своей монографии «Спор о варягах», вспоминая как он готовил к изданию её рукопись, отметил следующее: «В том же 1960 г., когда в Ленинградском университете я написал свою книгу, в Московском университете студент исторического факультета подал курсовую работу на ту же тему и с тем же уклоном — выявить правду о варягах и их роли. Он был моментально исключён из Университета, а позже, став известным диссидентом, прошёл психушку, лагеря и был выдворен из страны. Это Андрей Амальрик. Выводы мои были теми же, что у Амальрика, но факультет был несколько либеральнее, а я был старше, опытнее. У меня за плечами было руководство в школьные годы подпольной юношеской организацией „Прометей“, которую раскрыли лишь задним числом. Никто не был арестован, хоть и оказались, конечно, надолго под надзором НКВД. Было и рискованное, но успешное выступление (в студенческие годы) против марризма, который тогда ещё считался „железным инвентарем марксизма“».
После отчисления из МГУ писал пьесы в духе «театра абсурда». Коллекционировал художников-авангардистов, в частности, приобретал картины у своего друга Анатолия Зверева.
В мае 1965 года был арестован и осуждён к двум с половиной годам ссылки в Сибирь за тунеядство, жил в селе Гурьевка Кривошеинского района Томской области.
В июне 1966 года был досрочно освобожден и вернулся в Москву. Устроился на должности внештатного сотрудника в Агентстве печати «Новости», эта работа позволила ему создать круг знакомств среди иностранных корреспондентов. Передал иностранному корреспонденту «Меморандум» А. Д. Сахарова. Публиковался за рубежом. Вместе с Павлом Литвиновым написал сборник «Процесс четырёх» о суде над Александром Гинзбургом, Юрием Галансковым, Алексеем Добровольским и Верой Лашковой. В октябре 1968 года передал сборник иностранным корреспондентам, с которыми много общался. В конце 1968 года был уволен из АПН и стал работать почтальоном.
В апреле—июне 1969 года написал имевшую значительный резонанс книгу-эссе «Просуществует ли Советский Союз до 1984 года?», где указал на неизбежный распад СССР (например, в итоге возможной войны с Китаем), публиковал и другие свои работы на Западе и в самиздате, что привело его к заключению.
21 мая 1970 года арестован и этапирован в Свердловск. На процессе 11—12 ноября 1970 года его судили вместе с Львом Убожко, который распространял работы Амальрика. Виновным себя не признал. В последнем слове Амальрик сказал:

…Ни проводимая режимом «охота за ведьмами», ни её частный пример — этот суд — не вызывают у меня ни малейшего уважения, ни даже страха. Я понимаю, впрочем, что подобные суды рассчитаны на то, чтобы запугать многих, и многие будут запуганы, — и все же я думаю, что начавшийся процесс идейного раскрепощения необратим.

Приговорён судом к 3 годам лишения свободы по статье 190-1 УК РСФСР («распространение заведомо ложных измышлений, порочащих советский общественный и государственный строй»).
Отбывал наказание в Новосибирской и Магаданской областях. 21 мая 1973 года, в день окончания его срока, против Амальрика было возбуждено новое уголовное дело по той же статье 190-1 УК РСФСР. В июле 1973 года снова приговорён к 3 годам лишения свободы. После четырёхмесячной голодовки протеста и просьб о помиловании, поступивших со всего мира (в том числе от 247 членов ПЕН-клуба), приговор был изменён на 3 года ссылки в Магадан. Большую часть срока провёл в исправительной колонии, расположенной вблизи посёлка Талая.
Возвратился в Москву в мае 1975 года. Однако в получении паспорта и восстановлении московской прописки органами МВД Амальрику было отказано. Вместо этого в качестве ссылки ему было предписано проживать в 100 км от Москвы в деревне Ворсино Боровского района Калужской области.
В начале 1976 года Юрий Орлов, Андрей Амальрик, Валентин Турчин, Анатолий (Натан) Щаранский выработали идею о создании специальных неправительственных групп для сбора информации о нарушении прав человека в различных странах (прежде всего в СССР) и информировании правительств стран — участниц Хельсинкских соглашений. Такая организация, которая ограничила свою деятельность территорией только СССР, получила название «Общественная группа содействия выполнению Хельсинкских соглашений в СССР» (впоследствии Московская Хельсинкская группа).
В июле 1976 года Амальрик был вынужден покинуть СССР. В эмиграции продолжил общественную и публицистическую деятельность, написал книгу воспоминаний «Записки диссидента», писал книгу-исследование «Распутин».
12 ноября 1980 года погиб в автокатастрофе в Испании. Похоронен на кладбище Сент-Женевьев-де-Буа под Парижем. Реабилитирован судом в 1991 году.
Жена — Амальрик (Макудинова) Гюзель Кавылевна, с 1976 года жила во Франции. Скончалась 14 мая 2014 года в возрасте 72 лет.

## Сочинения
- Амальрик А. А. Нежеланное путешествие в Сибирь. — N.-Y., 1970
- Амальрик А. А. Просуществует ли Советский Союз до 1984 года? — Амстердам, 1969, 1970
- Альмарик А. Пьесы. — Амстердам: Фонд им. Герцена, 1970. Архивировано 13 марта 2017 года.
- Амальрик А. А. Статьи и письма. — Амстердам, 1971
- СССР и Запад в одной лодке = The USSR and the West in one boat. — London : Overseas publ. interchange, 1978. — 241 с. ISBN 0-903868-15-6
- Амальрик А. А. Записки диссидента. — М., 1991
- Амальрик А. А. Распутин. — М., 1992
- Амальрик А. А. Норманны и Киевская Русь / науч. публикация, предисловие и комментарии О. Л. Губарева. — М.: Новое литературное обозрение, 2018. ISBN 978-5-4448-0722-4